# 프리시디오
프리시디오(The Presidio)는 미국에서 제작된 피터 하이암스 감독의 1988년 액션, 범죄, 스릴러 영화이다. 마크 하몬 등이 주연으로 출연하였고 콘스탄틴 D. 콘트 등이 제작에 참여하였다.

## 출연

### 주연
- 마크 하몬
- 숀 코네리
- 멕 라이언

### 조연
- 잭 워든
- 마크 브럼
- 데이너 글래드스톤
- 제넷 골드스타인

## 제작진
- 공동제작: 프레드 C. 카루소
- 미술: 앨버트 브레너